# 167
167（百六十七、ひゃくろくじゅうしち、ひゃくろくじゅうなな）は、自然数、また整数において、166の次で168の前の数である。

## 性質
- 167は39番目の素数である。1つ前は163、次は173。
  - 約数の和は168。
- 9番目の安全素数である。1つ前は107、次は179。
- 167 = 167 + 0 × ω (ωは1の虚立方根)
  - a + 0 × ω (a > 0) で表される20番目のアイゼンシュタイン素数である。1つ前は149、次は173。
- 167 = 167 + 0 × i (iは虚数単位)
  - a + 0 × i (a > 0) で表される21番目のガウス素数である。1つ前は163、次は179。
  - ガウス素数かつアイゼンシュタイン素数である9番目の素数。1つ前は131、次は179
- 10番目の 8n − 1 型の素数である。この類の素数は x2 − 2y2 と表せるが、167 = 132 − 2 × 12 である。1つ前は151、次は191。
- 16…67 の形の最小の素数である。次は1667。ただし挟まれた数は無くてもいいとすると最小は17。(オンライン整数列大辞典の数列 A102024)
- 末尾の2桁が67の2番目の素数である。1つ前は67、次は367。(オンライン整数列大辞典の数列 A244773)
- 各位の和が14になる8番目の数である。1つ前は158、次は176。
  - 各位の和が14になる数で素数になる3番目の数である。1つ前は149、次は239。(オンライン整数列大辞典の数列 A106756)
- 各位の積が各位の和の3倍になる3番目の数である。1つ前は159、次は176。(オンライン整数列大辞典の数列 A062035)
- 各位の立方和が560になる最小の数である。次は176。(オンライン整数列大辞典の数列 A055012)
  - 各位の立方和が n になる最小の数である。1つ前の559は67、次の561は1167。(オンライン整数列大辞典の数列 A165370)
- 1/167 は循環節の長さが166の循環小数となる。
  - 循環節が n − 1 である巡回数を作る14番目の素数である。1つ前は149、次は179。
  - 逆数が循環小数になる数で循環節が166になる最小の数である。次は334。
  - 循環節が n になる最小の数である。1つ前の165は2077、次の167は18843947。(オンライン整数列大辞典の数列 A003060)
- 10進数表記において桁を逆に並べても素数となる13番目のエマープである。 1つ前は157、次は179。

## その他 167 に関連すること
- 西暦167年
- 年始から数えて167日目は6月16日、閏年は6月15日。
- 第167代ローマ教皇はエウゲニウス3世（在位：1145年～1153年7月8日）である。
- 国鉄167系電車
- ながつき (護衛艦)(DDA-167)は、海上自衛隊の護衛艦。たかつき型護衛艦の4番艦。
- 167 × 10−2 = 1.67 は e/φ の数字列である。(ただしφは黄金数)(オンライン整数列大辞典の数列 A094868)